# Gœrsdorf
Gœrsdorf é uma comuna francesa na região administrativa de Grande Leste, no departamento Baixo Reno. Estende-se por uma área de 13,08 km². Em 2010 a comuna tinha 1 090 habitantes (densidade: 83,3 hab./km²).